# آستین-بال ای.اف.بی.۱
آستین-بال ای.اف.بی. ۱ (به انگلیسی: Austin-Ball A.F.B.1) یک هواپیمای ساختِ کارخانهٔ آستین موتور در کشور بریتانیا است. این هواپیما برای نخستین بار در ۲۷ ژوئیه ۱۹۱۷ میلادی مورد استفاده قرار گرفت.